# Zermou
Zermou est une localité et une commune rurale du Niger, département de Mirriah, région de Zinder.

## Géographie
La localité de Zermou est située à 38 km au nord-est du chef-lieu départemental Mirriah. 
|         | Gaffati | Mazamni    |
| Gaffati | Zermou  | Guidimouni |
|         | Mirriah | Hamdara    |

## Histoire
La commune rurale de Zermou instaurée en 2002, est issue du canton de Zermou.

## Population
Lors du recensement général de 2012, la population communale est relevée à 46 379 habitants, dont 3 212 habitants pour la localité principale.

## Localités
La commune s'étend sur 85 villages, 27 hameaux et 4 camps au nord-est  du département de Mirriah.

## Services et infrastructures
- Centre de Santé Intégré (CSI) à Zermou[5].
- Collège d'enseignement général (CEG) à Zermou.
- Centre de formation des métiers (CFM) à Zermou.